# 平櫛田中

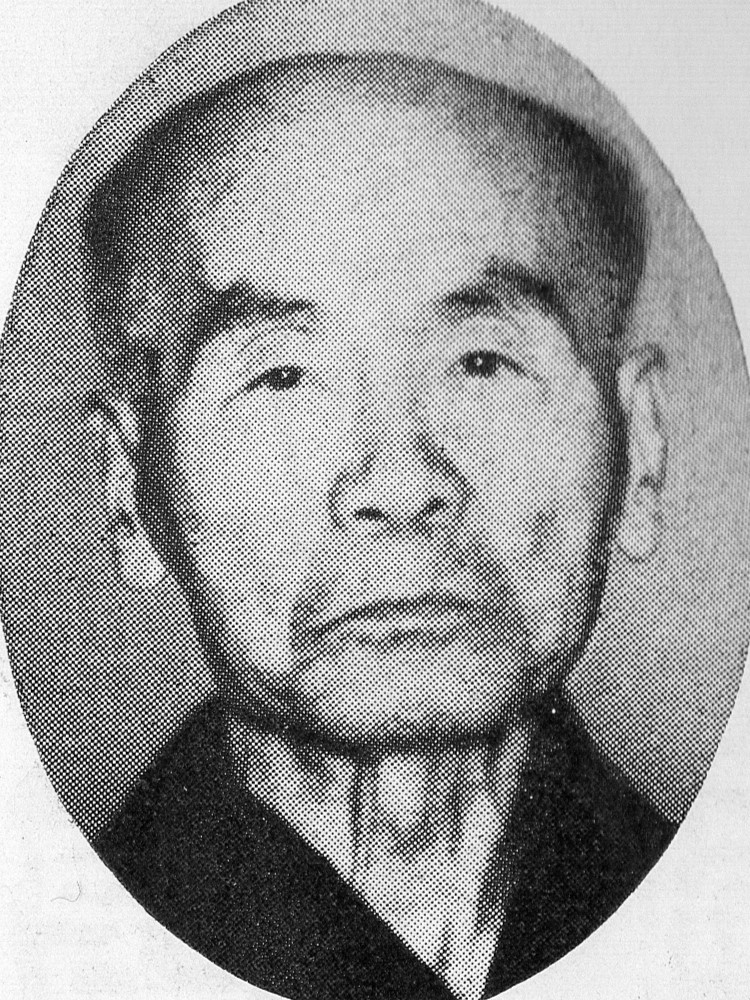
平櫛田中（『現代美術家名鑑 昭和29年度改正版』）

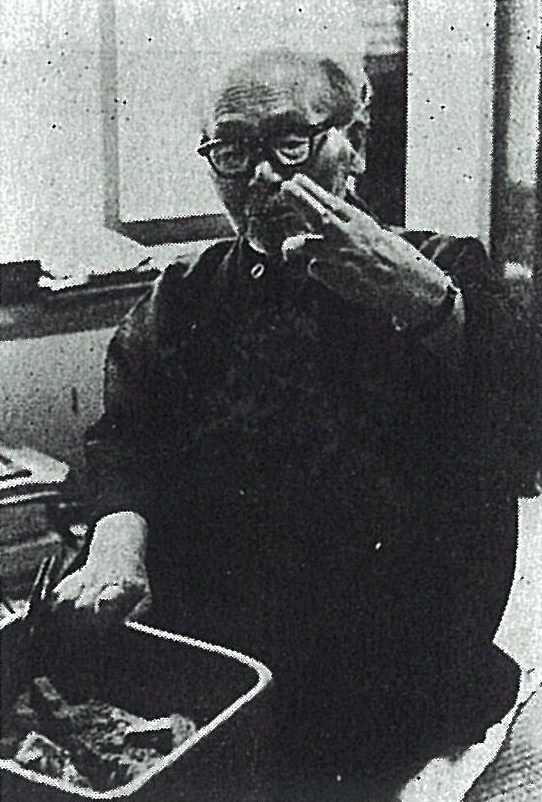
平櫛田中

平櫛 田中（ひらくし〈又は ひらぐし〉でんちゅう、1872年2月23日〈明治5年1月15日〉 - 1979年〈昭和54年〉12月30日）は、日本の彫刻家。本名は平櫛 倬太郎（ひらくし たくたろう）。旧姓は田中。
写実的な作風で、高村光雲、荻原碌山、朝倉文夫などと並び近代日本を代表する彫刻家の一人である。ゆかりの地で名誉市民とされているのは、故郷である岡山県井原市（1958年）、広島県福山市（1965年）、晩年を過ごした東京都小平市（1972年）。作品を所蔵する施設として井原市立平櫛田中美術館、小平市平櫛田中彫刻美術館がある。
107歳で亡くなった時点では男性長寿日本一の人物だった。

## 経歴
岡山県後月郡西江原村（現・井原市西江原町）の田中家に生まれる。1882年（明治15年）に広島県沼隈郡今津村（現・福山市今津町）の平櫛家の養子になったが、大阪時代までは旧姓を通称に用いていた。1893年（明治26年）に、大阪の人形師・中谷省古に弟子入りして木彫を修業した。
1935年（昭和10年）、帝国美術院の改革が行われると会員に選出されるが、翌1936年（昭和11年）年に示された平生改革案に反対して横山大観ら日本芸術院メンバーなどとともに会員を辞任する。その後、1937年（昭和12年）に帝国美術院が改組して帝国芸術院として発足すると芸術院会員となった。
1944年（昭和19年）7月1日に帝室技芸員。同年、東京美術学校（現・東京藝術大学）の教授に招聘され、第二次世界大戦後も教壇に立つ。1950年（昭和25年）、資料の散逸を防ぐためと、教育上の参考にして欲しいとの意思から、東京藝大に自作を含む彫刻のコレクション129点を寄贈した。
明治末期から大正初期にかけて、東京藝大の基礎となる東京美術学校を創立した岡倉天心に師事した。東京藝大構内の六角堂に、田中作の「岡倉天心像」が安置されており、天心を敬愛していた田中は藝大勤務時代には登校のたびに、この自作の像に最敬礼していた。
1958年（昭和33年）、畢生の大作で彩色木彫の『鏡獅子』を戦中のブランクを経て、20年をかけて完成する。1936年（昭和11年）に制作を開始したとき、歌舞伎座に25日通い詰め、場所を変え様々な角度から観察した（なお昭和11年、12年ともに公演があったため長く昭和12年とされてきたが、近年の研究により昭和11年が正しいとされる）。完成時、モデルの6代目尾上菊五郎は既に故人となっていた。
1962年（昭和37年）、文化勲章受章。受章者記者会見で田中は「貰うのは棺桶に入ってからだと思っていました」と発言して記者を笑わせ、喜びを表した。
1965年（昭和40年）、東京藝大名誉教授となった。
1972年（昭和47年）、田中の出身地である井原市が主催して平櫛田中賞を設けた。
100歳を超え長命であったが死の直前まで創作を続けたという。没後、田中のアトリエには30年以上続けて制作できるだけの彫刻用の材木があった。この材木を利用して、井原市平櫛田中美術館に上野桜木町のアトリエが再現された。1979年（昭和54年）、小平市の自宅で満107歳（享年108）で大往生した。
『広辞苑』に載っている実在の人物の中では最も長命な人物でもあり、死去時点では男性長寿日本一だった。
墓所は多磨霊園（16区1種5側）。

## 作品

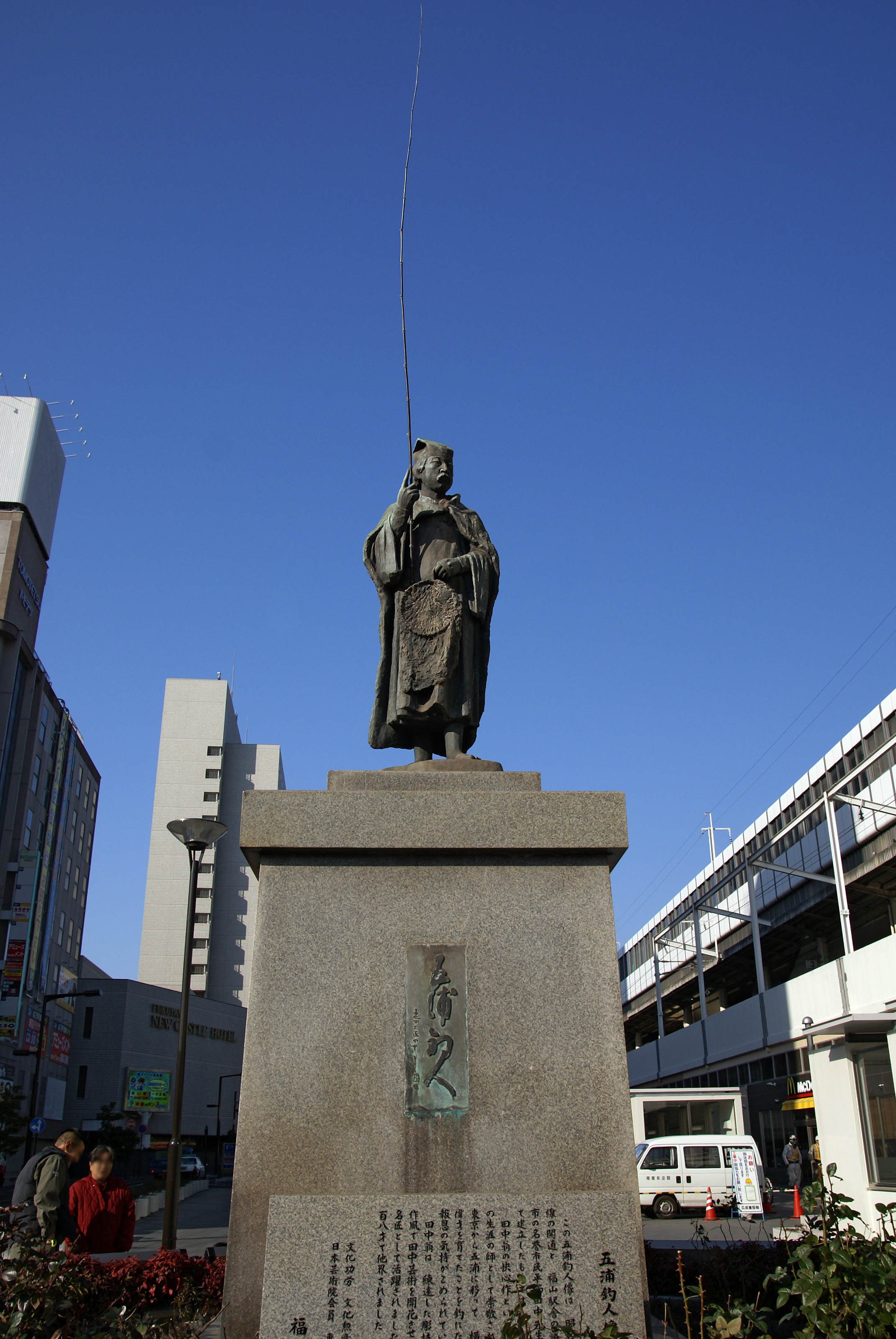
福山駅南口前の五浦釣人像

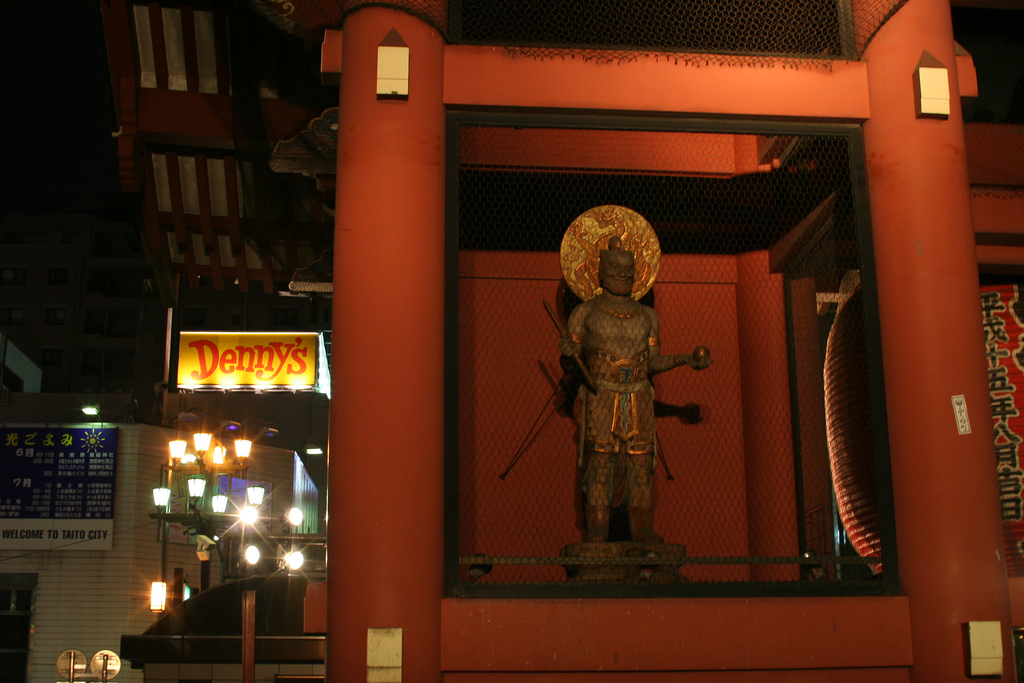
浅草寺雷門の天龍

代表作は国立劇場のロビーにある『鏡獅子』のほか、『烏有先生（うゆうせんせい）』、小平市平櫛田中彫刻美術館ホールに立つ『転生（てんしょう）』などがある。
このほかで有名な作品である『五浦釣人（いづらちょうじん）』は木彫りでなくブロンズ像で、岡倉天心が活動の拠点とした五浦海岸（現在の茨城県北茨城市）で釣りに出かける姿をイメージしている。五浦の読みは「いづら」であるが、田中自身は音読して「ごほちょうじん」と呼んでいた。
JR福山駅南口で待ち合わせなどに使われる『五浦釣人』は同名の木彫像（茨城大学蔵）を制作するための石膏原型より鋳造され、作者本人により寄贈された作品である。明治から昭和戦前期にキャリアをはじめた木彫家の多くが、江戸時代までの直彫りではなく、修正可能な油土で構想を練りながら原型を作り、石膏で型取りして、そこからさらに星取り法（西欧由来で、日本では米原雲海が初めて木彫に応用した技法）で木彫に写すという方法で制作した。そのため、この釣人像はレプリカ（複製）ではなく、作者の選択した制作方法による「作品」である。
東京都台東区の浅草寺の雷門の背面（境内側）には、彫刻家菅原安男による天龍金龍像が設置されている。1978年に松下グループ有志により寄進されたもの。平櫛田中は監修と題額の書を揮毫している。。
彫刻刀の切れ味にはこだわっていた。彫刻道具を専門とする彫刻鑿鍛冶にオーダーメイドで製作依頼をしていた。昭和7年頃には名人気質の職人である左村重の作る鑿や小刀も使っていたようだ。戦前より親交があり、後に人間国宝となる宮入行平が彫刻刀を製作したこともあった。
彫刻作品だけでなく名言も多く残しており、「田中語録」と呼ばれる。

## エピソード
上記のように田中は百歳を超えても、30年かかっても使いきれないほどの材木を所有していた。これはいつでも制作に取り掛かれるようにと、金銭に余裕がある時に買いためていた材木がいつの間にかそれだけの分量になっていたためである。
とは田中がたびたび揮毫していた書。よく揮毫していた言葉
と同様、座右の銘といえようか。不老の言葉を知った横溝正史は「田中さんには及びもないが、せめてなりたやクリスティ」と詠んだ。アガサ・クリスティは82歳、横溝は78歳で最後の長編を刊行しており、当時の小説家としては記録的な健筆ぶりであった。

## 文献
- 山崎治雄撮影『尋牛 平櫛田中作品集』平櫛田中顕彰会刊行、1970年[14]
- 今泉篤男・本間正義編・解説『平櫛田中彫琢大成』講談社、1971年
- 『彫 平櫛田中の世界』山陽新聞社、1980年
- 小平市平櫛田中彫刻美術館編『平櫛田中回顧談』（聞き手：本間正義）、中央公論新社、2022年